# Cambridgerol

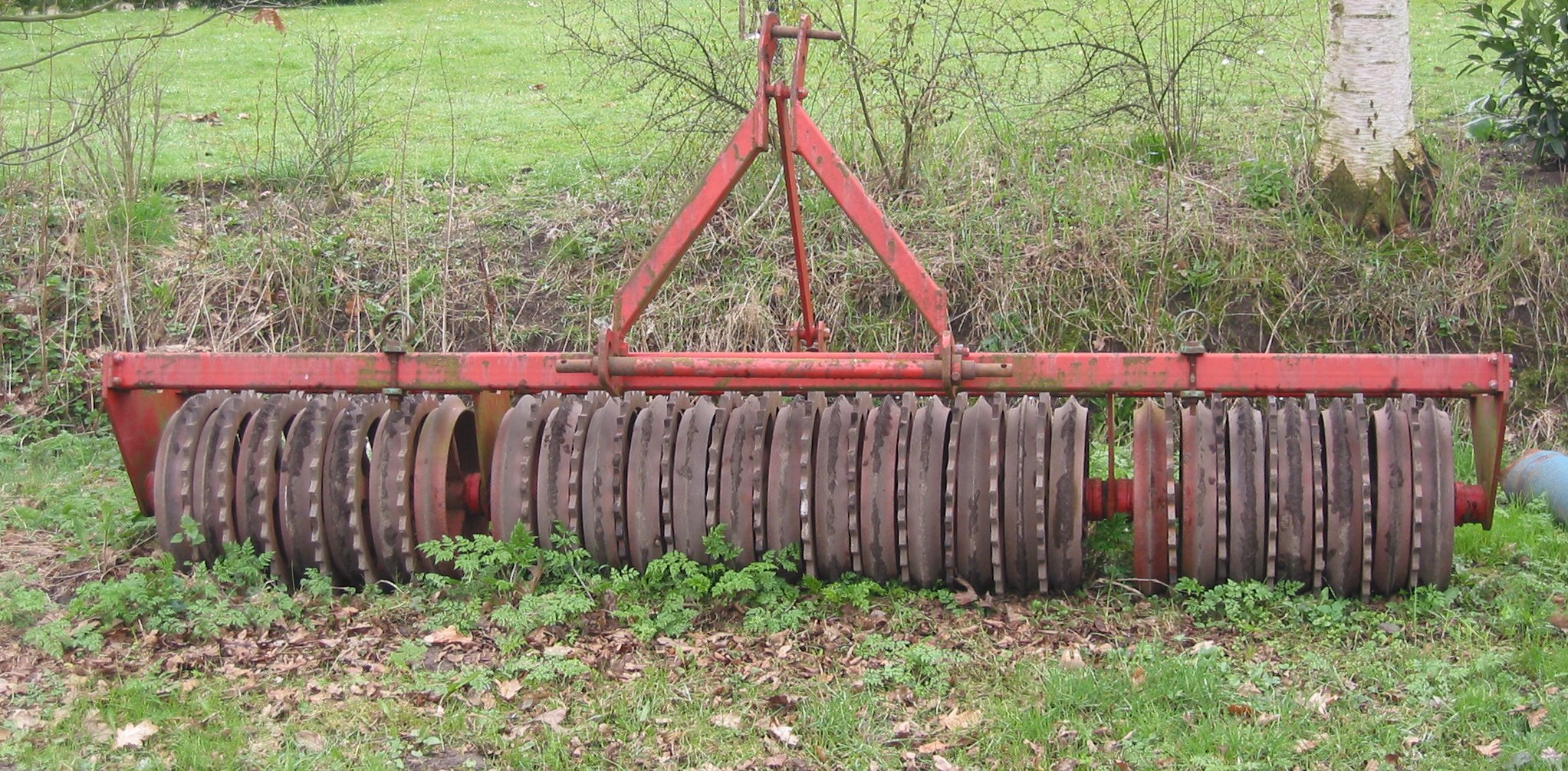
Cambridgerol

Een cambridgerol is een landbouwwerktuig, dat gebruikt wordt om geploegde grond aan te drukken en grote kluiten te verkruimelen. Een cambridgerol kan zowel voor als na het zaaien gebruikt worden.
Een cambridgerol bestaat uit twee soorten schijven. Een dikke schijf met een gladde rand, waarop in het midden een verdikking zit, wordt afgewisseld met een dunne schijf met een gekartelde rand. De schijf met een gladde rand heeft een conische naaf en de schijf met gekartelde rand loopt op de naaf van de schijf met de gladde rand. Het asgat van de schijf met gekartelde rand is ongeveer 3,5 cm groter dan de conische naaf, waardoor deze schijf op en neer kan bewegen. Hierdoor ontstaat bij de grondbewerking in tegenstelling tot het gebruik van een gladde rol een ruw grondoppervlak, dat ook bij slempgevoelige grond niet makkelijk dicht slempt.
De schijf met de gladde rand heeft een doorsnee van 35 tot 45 cm en de schijf met de gekartelde rand is 2 cm groter. De breedte van een rol loopt uiteen van 50 tot 200 cm. Door rollen aan elkaar te koppelen kunnen grote werkbreedtes verkregen worden.